# Happy Birthday to You
"Happy Birthday to You" hay "Happy Birthday" (Chúc mừng sinh nhật) là một bài hát được hát lên trong các dịp kỷ niệm sinh nhật. Theo Sách Kỷ lục Guinness, "Happy Birthday to You" là bài hát phổ biến nhất trong tiếng Anh, tiếp theo là bài "For He's a Jolly Good Fellow" và "Auld Lang Syne". Bài hát được dịch ra nhiều thứ tiếng, dù nó được hát bằng tiếng Anh thậm chí ở những nước mà tiếng Anh không phải là ngôn ngữ mẹ đẻ.